# Moussy-le-Vieux
Moussy-le-Vieux is een gemeente in het Franse departement Seine-et-Marne (regio Île-de-France) en telt 1008 inwoners (1999). De plaats maakt deel uit van het arrondissement Meaux.

## Geografie
De oppervlakte van Moussy-le-Vieux bedraagt 7,2 km², de bevolkingsdichtheid is 140,0 inwoners per km².
De onderstaande kaart toont de ligging van Moussy-le-Vieux met de belangrijkste infrastructuur en aangrenzende gemeenten.

## Demografie
Onderstaande figuur toont het verloop van het inwonertal (bron: INSEE-tellingen).